# Numata, Gunma
Numata (沼田市 (Trẻo Điền thị) Numata-shi) là một thành phố thuộc tỉnh Gunma, Nhật Bản.